# Eagle When She Flies
Eagle When She Flies är ett studioalbum av Dolly Parton, släppt den 6 april 1991. Albumet fortsätter med countryinspirationerna från albumet White Limozeen 1989, och innehåller samarbeten Lorrie Morgan och Ricky Van Shelton.  Dolly Partons duett med Ricky Van Shelton, "Rockin' Years" toppade countrylistorna, och följande singel, "Silver and Gold" placerade sig på plats #15 på countylistorna. Hitsinglarna avrundades med titelspåret "Eagle When She Flies", som nådde placeringen #33 peak. Duetten med Lorrie Morgan, "Best Woman Wins" låg även på Lorrie Morgans album Something in Red 1991. Albumet toppade USA:s countryalbumlistor, och blev därmed Dolly Partons första soloalbum att göra så på ett årtionde, och hennes senaste (2008), och nådde placeringen #24 på popalbumlistorna.

## Låtlista
1. If You Need Me (Dolly Parton) - 2:44
2. Rockin' Years [med Ricky Van Shelton] (Floyd Parton) - 3:25
3. Country Road (Dolly Parton, Gary Scruggs) - 3:27
4. Silver and Gold (Carl Perkins, Greg Perkins, Stan Perkins) - 3:54
5. Eagle When She Flies (Dolly Parton) - 3:11
6. Best Woman Wins [med Lorrie Morgan] (Dolly Parton) - 3:08
7. What a Heartache (Dolly Parton) - 3:32
8. Runaway Feelin' (Dolly Parton) - 2:56
9. Dreams Do Come True (Bill Owens) - 3:26
10. Family (Dolly Parton, Carl Perkins) - 3:47
11. Wildest Dreams (Dolly Parton, Mac Davis) - 4:30